# Agni (Vorname)
Agni (griechisch Αγνη) ist ein weiblicher Vorname.

## Herkunft und Bedeutung
Agni ist eine im Griechischen verwendete moderne Form des Namens Agnes.

## Bekannte Namensträgerinnen
- Agni Scott (* 1980), zypriotische Schauspielerin
- Agni Stefanou (* 1989), griechische Tennisspielerin